# 吴宗烈
吴宗烈（韩国語:오종렬，1938年11月28日 - ），韩国的教育工作者，是言論人和市民社會活动家。韩国的敎师劳动组合'全国敎职员劳动组合'（简称全敎组）的创始成员之一。 2004年大韩民国总统卢武铉的弹劾期间，对不成功的弹劾运动。

## 生平
- 光州师范高等学敎毕业
- 全南大学敎育学学士
- 锦山小学敎教师
- 光州东明子中学敎女教师
- 全南大学，教师师大部属高等学敎
- 全国敎师协议会大议元大会议长
- 全南高等学敎教师
- 全南自高等学敎女教师
- 1987年全国敎师协议会参加在启动
- 1989年全国敎职员劳动组合参与发射
- 全国敎职员劳动组合光州董事章
- 1991年-1995年光州市议会议员

## 外部連結
- 吴宗烈的锻冶匠的工作所（页面存档备份，存于）
- 吴宗烈的锻冶匠的工作所2（页面存档备份，存于）